# Мариупольский 247-й пехотный полк
247-й пехотный Мариупольский полк — пехотная воинская часть Русской императорской армии второй очереди. Сформирован для участия в Первой мировой войне.

## История
Полк сформирован по мобилизации в июле 1914 года на базе 51-го пехотного Литовского полка в Симферополе. Входил в состав 62-й пехотной дивизии (23-й армейский корпус 5-й армии) — до июля 1915 года. Затем входил в состав 10-й армии (38-й армейский корпус). 
Принимал участие в боях на полях Галиции. Полк воевал в боях вместе с 245-м Бердянским, 246-м Бахчисарайским и 248-м Сербославянским пехотными полками. Часто находился в резерве.
Расформирован в марте 1918 года.

## Командиры полка
- 16.08.1914-01.05.1916: полковник (с 13.07.15 генерал-майор) Бабочкин, Александр Артемьевич
- 23.06.1916 — начало 1918: полковник Ясницкий, Илиодор Николаевич